# マルクス・オルソン
マルクス・オルソン（Marcus Olsson、1988年5月17日 - ）は、スウェーデン・イェヴレ出身のプロサッカー選手。元サッカースウェーデン代表。ポジションはDF。
サッカー選手のマルティン・オルソンは双子の兄弟。バスケットボール選手のダーク・ノヴィツキーは義理の兄（姉の夫）。

## 経歴

### クラブ
マルティンと共にヘーガボリBKというクラブでプレーを始め、2008年にハルムスタッズBKとプロ契約を結んだ。
2011年シーズン終了後、ハルムスタッズがスーペルエッタンに降格したことで移籍を志願。争奪戦の末、マルティンの所属するブラックバーン・ローヴァーズFCが獲得した。2014年7月1日に契約満了を迎え一度退団したが、11日に再契約を結んだ。
2016年1月26日、ダービー・カウンティFCに移籍。2018-19シーズン終了後、タービー・カウンティFCを退団。

### 代表
2012年1月、スウェーデン代表初招集。1月18日、バーレーン代表とのフレンドリーマッチで途中出場し初キャップ。23日のカタール戦にも出場した。